# Empeaux
Empeaux est une commune française située dans le nord du département de la Haute-Garonne, en région Occitanie. Sur le plan historique et culturel, la commune est dans le Pays toulousain, qui s’étend autour de Toulouse le long de la vallée de la Garonne, bordé à l’ouest par les coteaux du Savès, à l’est par ceux du Lauragais et au sud par ceux de la vallée de l’ Ariège et du Volvestre.
Exposée à un climat océanique altéré, elle est drainée par divers petits cours d'eau.
Empeaux est une commune rurale qui compte 305 habitants en 2022, après avoir connu une forte hausse de la population depuis 1975. Elle fait partie de l'aire d'attraction de Toulouse. Ses habitants sont appelés les Empeusiens ou  Empeusiennes.

## Géographie

### Localisation
La commune d'Empeaux se trouve dans le département de la Haute-Garonne, en région Occitanie.
Elle se situe à 30 km à vol d'oiseau de Toulouse, préfecture du département, à 21 km de Muret, sous-préfecture, et à 17 km de Plaisance-du-Touch, bureau centralisateur du canton de Plaisance-du-Touch dont dépend la commune depuis 2015 pour les élections départementales.
La commune fait en outre partie du bassin de vie de Saint-Lys.
Les communes les plus proches sont : 
Saint-Thomas (1,8 km), Saiguède (4,6 km), Seysses-Savès (4,6 km), Auradé (4,7 km), Lias (5,2 km), Bonrepos-sur-Aussonnelle (5,3 km), Bragayrac (5,6 km), Endoufielle (5,7 km).
Sur le plan historique et culturel, Empeaux fait partie du pays toulousain, une ceinture de plaines fertiles entrecoupées de bosquets d'arbres, aux molles collines semées de fermes en briques roses, inéluctablement grignotée par l'urbanisme des banlieues.
Empeaux est limitrophe de quatre autres communes dont trois dans le département du Gers par un quadripoint.
Les communes limitrophes sont  Auradé, Saint-Thomas et Seysses-Savès.
| Endoufielle (Gers, par un quadripoint) | Auradé (Gers) |  |
| Seysses-Savès (Gers)                   | Empeaux       |  |
|                                        | Saint-Thomas  |  |

### Géologie et relief
La superficie de la commune est de 456 hectares ; son altitude varie de 171  à   311 mètres.

### Hydrographie

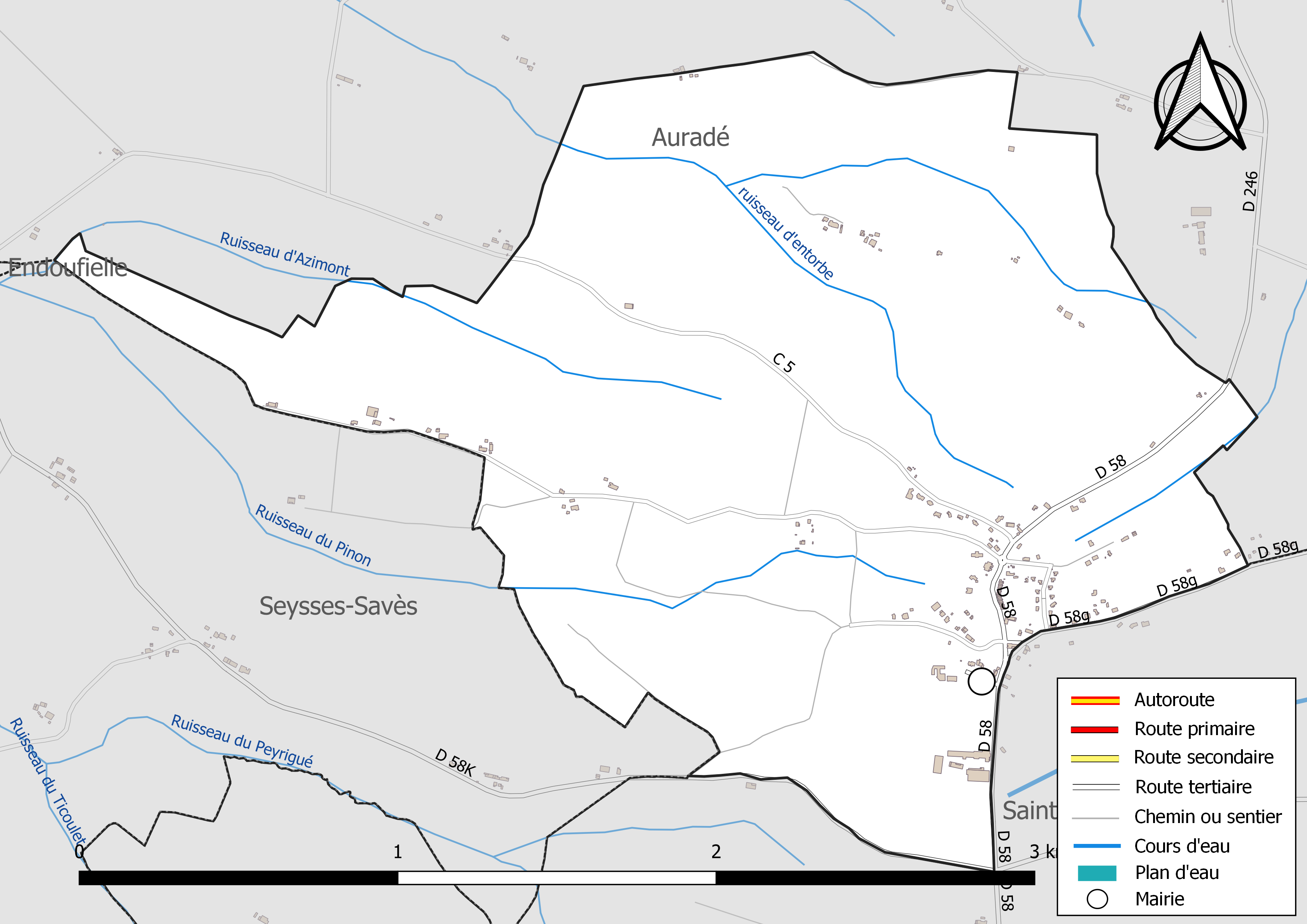
Réseaux hydrographique et routier d'Empeaux.

La commune est dans le bassin de la Garonne, au sein du bassin hydrographique Adour-Garonne. Elle est drainée par le ruisseau d'Azimont, le ruisseau d'entorbe, le ruisseau du Pinon et par deux petits cours d'eau, constituant un réseau hydrographique de 7 km de longueur totale,.

### Climat
Pour des articles plus généraux, voir Climat de l'Occitanie et Climat de la Haute-Garonne.
En 2010, le climat de la commune est de type climat du Bassin du Sud-Ouest, selon une étude s'appuyant sur une série de données couvrant la période 1971-2000. En 2020, Météo-France publie une typologie des climats de la France métropolitaine dans laquelle la commune est exposée à un climat océanique altéré et est dans la région climatique Aquitaine, Gascogne, caractérisée par une pluviométrie abondante au printemps, modérée en automne, un faible ensoleillement au printemps, un été chaud (19,5 °C), des vents faibles, des brouillards fréquents en automne et en hiver et des orages fréquents en été (15 à 20 jours).
Pour la période 1971-2000, la température annuelle moyenne est de 13,2 °C, avec une amplitude thermique annuelle de 16,1 °C. Le cumul annuel moyen de précipitations est de 790 mm, avec 9,7 jours de précipitations en janvier et 6,1 jours en juillet. Pour la période 1991-2020, la température moyenne annuelle observée sur la station météorologique la plus proche, située sur la commune de Lherm à 16 km à vol d'oiseau, est de 13,6 °C et le cumul annuel moyen de précipitations est de 620,4 mm,. Pour l'avenir, les paramètres climatiques de la commune estimés pour 2050 selon différents scénarios d'émission de gaz à effet de serre sont consultables sur un site dédié publié par Météo-France en novembre 2022.

### Milieux naturels et biodiversité
Aucun espace naturel présentant un intérêt patrimonial n'est recensé sur la commune dans l'inventaire national du patrimoine naturel,,.

## Urbanisme

### Typologie
Au 1er janvier 2024, Empeaux est catégorisée commune rurale à habitat dispersé, selon la nouvelle grille communale de densité à sept niveaux définie par l'Insee en 2022.
Elle est située hors unité urbaine. Par ailleurs la commune fait partie de l'aire d'attraction de Toulouse, dont elle est une commune de la couronne,. Cette aire, qui regroupe 527 communes, est catégorisée dans les aires de 700 000 habitants ou plus (hors Paris),.

### Occupation des sols
L'occupation des sols de la commune, telle qu'elle ressort de la base de données européenne d’occupation biophysique des sols Corine Land Cover (CLC), est marquée par l'importance des territoires agricoles (94,2 % en 2018), une proportion identique à celle de 1990 (94,2 %). La répartition détaillée en 2018 est la suivante : 
terres arables (80 %), zones agricoles hétérogènes (14,2 %), forêts (5,8 %). L'évolution de l’occupation des sols de la commune et de ses infrastructures peut être observée sur les différentes représentations cartographiques du territoire : la carte de Cassini (XVIIIe siècle), la carte d'état-major (1820-1866) et les cartes ou photos aériennes de l'IGN pour la période actuelle (1950 à aujourd'hui).

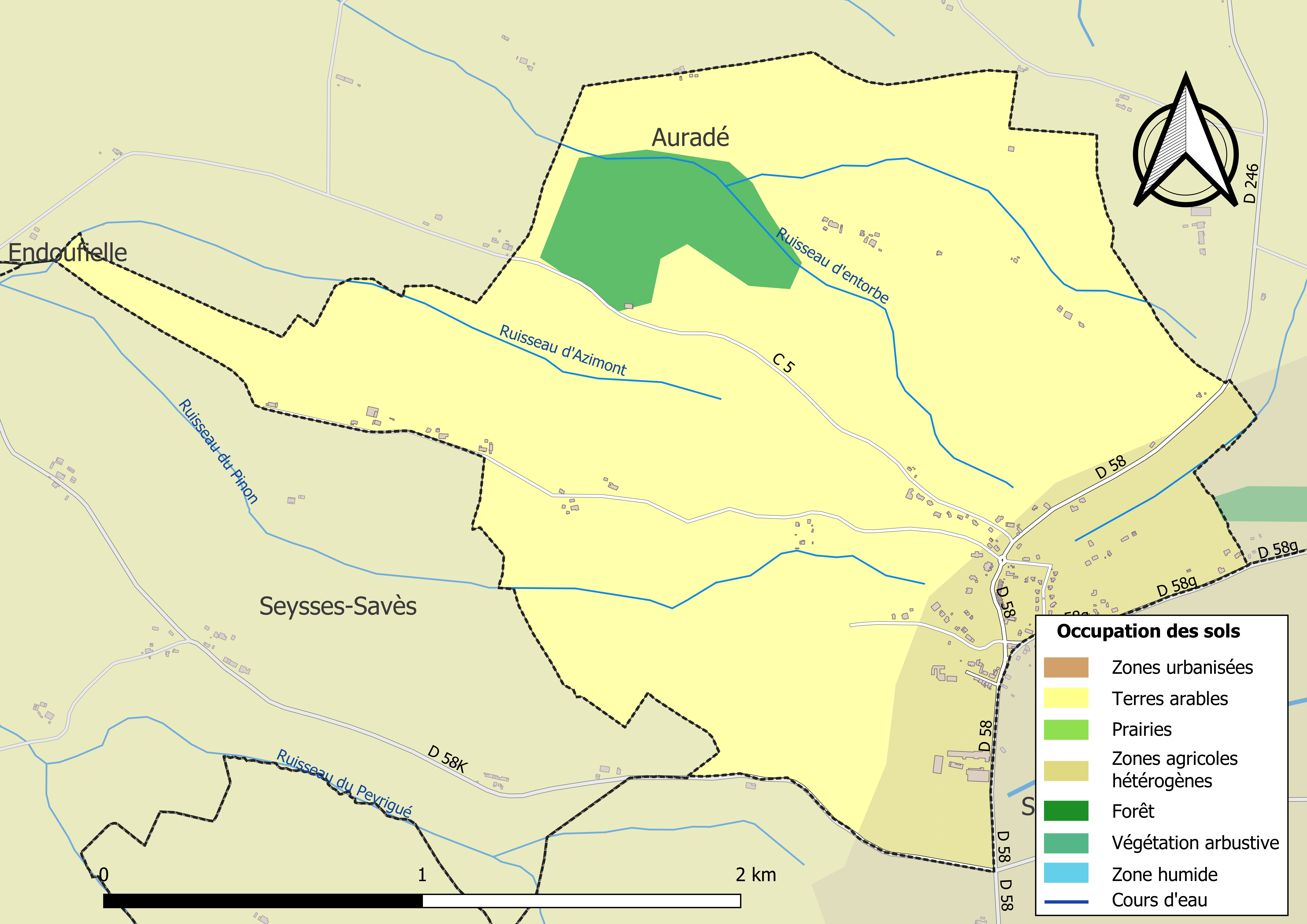
Carte des infrastructures et de l'occupation des sols de la commune en 2018 (CLC).

### Hameaux et lieux-dits
- Armagnac
- Bordeneuve
- Bouillas
- Crabe
- En Cujos
- En Doucet
- En Janin
- En Mariolle
- Escaoudomillas
- Hameau de la Rivière
- La Coustède
- La Punto
- La Rivière
- Lambes
- Larmette
- Les Argots
- Padouenc
- Pountets
- Soulan du Padouenc

### Voies de communication et transports
Accès avec les routes départementales D 58, D 58K et D 58G.
La ligne 343 du réseau Arc-en-Ciel relie Sabonnères à la gare routière de Toulouse en passant par Empeaux.

### Risques majeurs
Le territoire de la commune d'Empeaux est vulnérable à différents aléas naturels : météorologiques (tempête, orage, neige, grand froid, canicule ou sécheresse) et séisme (sismicité très faible). Un site publié par le BRGM permet d'évaluer simplement et rapidement les risques d'un bien localisé soit par son adresse soit par le numéro de sa parcelle.

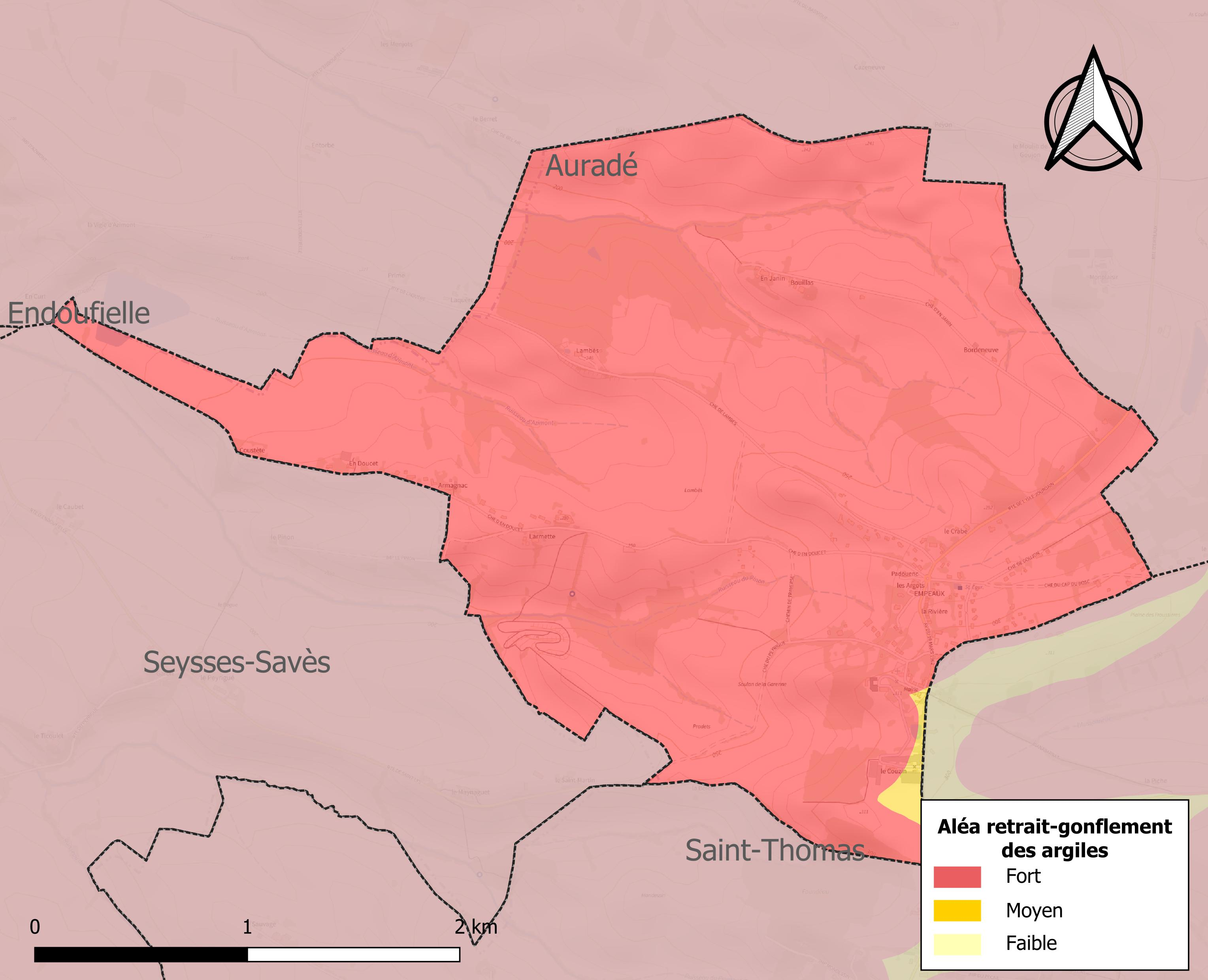
Carte des zones d'aléa retrait-gonflement des sols argileux d'Empeaux.

Le retrait-gonflement des sols argileux est susceptible d'engendrer des dommages importants aux bâtiments en cas d’alternance de périodes de sécheresse et de pluie. La totalité de la commune est en aléa moyen ou fort (88,8 % au niveau départemental et 48,5 % au niveau national). Sur les 110 bâtiments dénombrés sur la commune en 2019, 110 sont en aléa moyen ou fort, soit 100 %, à comparer aux 98 % au niveau départemental et 54 % au niveau national. Une cartographie de l'exposition du territoire national au retrait gonflement des sols argileux est disponible sur le site du BRGM,.
Par ailleurs, afin de mieux appréhender le risque d’affaissement de terrain, l'inventaire national des cavités souterraines permet de localiser celles situées sur la commune.
Concernant les mouvements de terrains, la commune a été reconnue en état de catastrophe naturelle au titre des dommages causés par la sécheresse en 1989, 1992, 1994, 1999, 2003, 2011, 2015 et 2016 et par des mouvements de terrain en 1999.

## Politique et administration

### Administration municipale
Le nombre d'habitants au recensement de 2017 étant compris entre 100 habitants et 499 habitants, le nombre de membres du conseil municipal pour l'élection de 2020 est de onze,.

### Rattachements administratifs et électoraux
Commune faisant partie de la sixième circonscription de la Haute-Garonne, du Muretain Agglo et du canton de Plaisance-du-Touch (avant le redécoupage départemental de 2014, Empeaux faisait partie de l'ex-canton de Saint-Lys) et avant le 1er janvier 2017 à la communauté de communes rurales des Coteaux du Savès et de l'Aussonnelle.

### Liste des maires

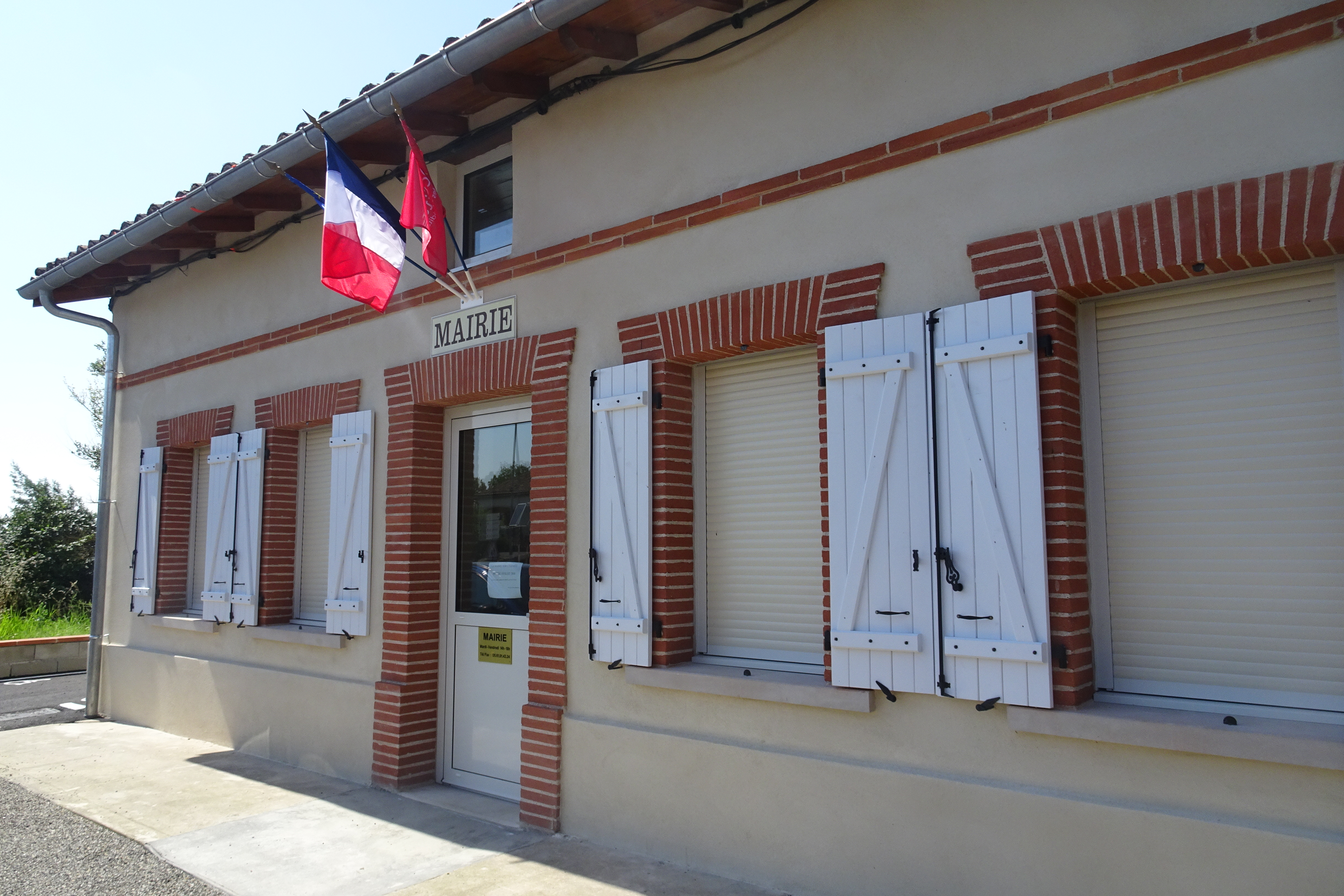
Mairie

| Période                                  | Période  | Identité        | Étiquette | Qualité       |
| ---------------------------------------- | -------- | --------------- | --------- | ------------- |
| Les données manquantes sont à compléter. |          |                 |           |               |
| mars 1989                                | En cours | Robert Cassagne | DVG       | Fonctionnaire |

## Population et société

### Démographie
| 1793 | 1800 | 1806 | 1821 | 1831 | 1836 | 1841 | 1846 | 1851 |
| ---- | ---- | ---- | ---- | ---- | ---- | ---- | ---- | ---- |
| 254  | 220  | 258  | 301  | 276  | 250  | 275  | 270  | 233  |

| 1856 | 1861 | 1866 | 1872 | 1876 | 1881 | 1886 | 1891 | 1896 |
| ---- | ---- | ---- | ---- | ---- | ---- | ---- | ---- | ---- |
| 216  | 208  | 214  | 200  | 188  | 198  | 186  | 164  | 177  |

| 1901 | 1906 | 1911 | 1921 | 1926 | 1931 | 1936 | 1946 | 1954 |
| ---- | ---- | ---- | ---- | ---- | ---- | ---- | ---- | ---- |
| 148  | 153  | 142  | 116  | 130  | 153  | 142  | 124  | 134  |

| 1962 | 1968 | 1975 | 1982 | 1990 | 1999 | 2005 | 2006 | 2010 |
| ---- | ---- | ---- | ---- | ---- | ---- | ---- | ---- | ---- |
| 98   | 118  | 131  | 124  | 142  | 163  | 199  | 195  | 234  |

| 2015 | 2020 | 2022 | - | - | - | - | - | - |
| ---- | ---- | ---- | - | - | - | - | - | - |
| 248  | 291  | 305  | - | - | - | - | - | - |

| selon la population municipale des années : | 1968 | 1975 | 1982 | 1990 | 1999 | 2006 | 2009 | 2013 |
| Rang de la commune dans le département      | 459  | 384  | 408  | 391  | 368  | 384  | 366  | 347  |
| Nombre de communes du département           | 592  | 582  | 586  | 588  | 588  | 588  | 589  | 589  |

### Enseignement
Empeaux fait partie de l'académie de Toulouse.
Empeaux fait partie d'un regroupement pédagogique intercommunal avec les communes de Bragayrac, Sabonnères et Saint-Thomas. La commune est dotée d'une garderie, centre de loisirs, d'une école maternelle.

### Culture et festivité
Fête locale[Quand ?]

### Activités sportives
- Circuit automobile d'Empeaux, circuit automobile en terre pour auto-cross[34],[35].

### Écologie et recyclage
La collecte et le traitement des déchets des ménages et des déchets assimilés ainsi que la protection et la mise en valeur de l'environnement se font dans le cadre de la communauté de communes rurales des Coteaux du Savès et de l'Aussonnelle.
Une déchèterie est gérée par la communauté de communes est présente sur la commune voisine de Saint-Thomas,.

## Économie

### Revenus
En 2018  (données Insee publiées en septembre 2021), la commune compte 105 ménages fiscaux, regroupant 286 personnes. La médiane du revenu disponible par unité de consommation est de 21 040 € (23 140 € dans le département).

### Emploi
|                | 2008  | 2013  | 2018  |
| -------------- | ----- | ----- | ----- |
| Commune        | 8,8 % | 7,5 % | 2,9 % |
| Département    | 7,7 % | 9,6 % | 9,3 % |
| France entière | 8,3 % | 10 %  | 10 %  |

En 2018, la population âgée de 15 à 64 ans s'élève à 161 personnes, parmi lesquelles on compte 73,1 % d'actifs (70,3 % ayant un emploi et 2,9 % de chômeurs) et 26,9 % d'inactifs,. En  2018, le taux de chômage communal (au sens du recensement) des 15-64 ans est inférieur à celui de la France et du département, alors qu'en 2008 la situation était inverse.
La commune fait partie de la couronne de l'aire d'attraction de Toulouse, du fait qu'au moins 15 % des actifs travaillent dans le pôle,. Elle compte 43 emplois en 2018, contre 36 en 2013 et 44 en 2008. Le nombre d'actifs ayant un emploi résidant dans la commune est de 113, soit un indicateur de concentration d'emploi de 38,2 % et un taux d'activité parmi les 15 ans ou plus de 56,6 %.
Sur ces 113 actifs de 15 ans ou plus ayant un emploi, 12 travaillent dans la commune, soit 11 % des habitants. Pour se rendre au travail, 95,1 % des habitants utilisent un véhicule personnel ou de fonction à quatre roues, 4 % s'y rendent en deux-roues, à vélo ou à pied et 0,8 % n'ont pas besoin de transport (travail au domicile).

### Activités hors agriculture

#### Secteurs d'activités
23 établissements sont implantés  à Empeaux au 31 décembre 2019. Le tableau ci-dessous en détaille le nombre par secteur d'activité et compare les ratios avec ceux du département,.
Le secteur de la construction est prépondérant sur la commune puisqu'il représente 34,8 % du nombre total d'établissements de la commune (8 sur les 23 entreprises implantées  à Empeaux), contre 12 % au niveau départemental.

#### Entreprises et commerces
Briqueterie (Terres cuites du savès,), et l'agriculture basée sur la culture de céréales (maïs, blé…) sont les principales sources de l'économie de la commune.

### Agriculture
|               | 1988 | 2000 | 2010 | 2020 |
| ------------- | ---- | ---- | ---- | ---- |
| Exploitations | 15   | 6    | 6    | 3    |
| SAU (ha)      | 381  | 232  | 211  | 244  |

La commune est dans les « Coteaux du Gers », une petite région agricole occupant une partie nord-ouest du département de la Haute-Garonne, caractérisée par une succession de coteaux peu accidentés, les surfaces cultivées étant entièrement dévolues aux grandes cultures. En 2020, l'orientation technico-économique de l'agriculture  sur la commune est la culture de céréales et/ou d'oléoprotéagineuses. Trois exploitations agricoles ayant leur siège dans la commune sont dénombrées lors du recensement agricole de 2020 (15 en 1988). La superficie agricole utilisée est de 244 ha,,.

## Culture locale et patrimoine

### Lieux et monuments
- Église Saint-Sabin.
- Château d'Empeaux : édifié en briques au XVIe siècle, et modifié au XIXe siècle.

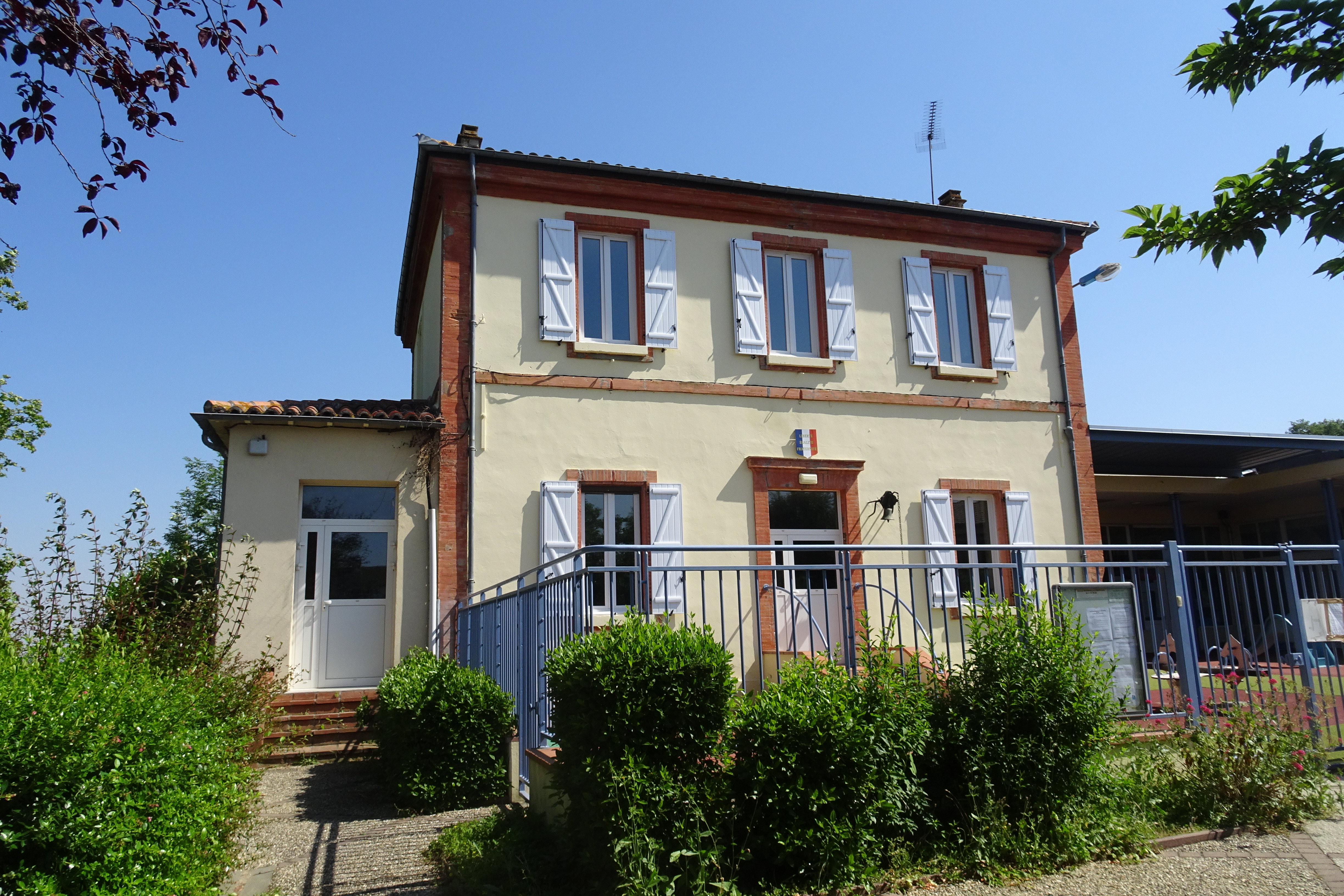
L'école.
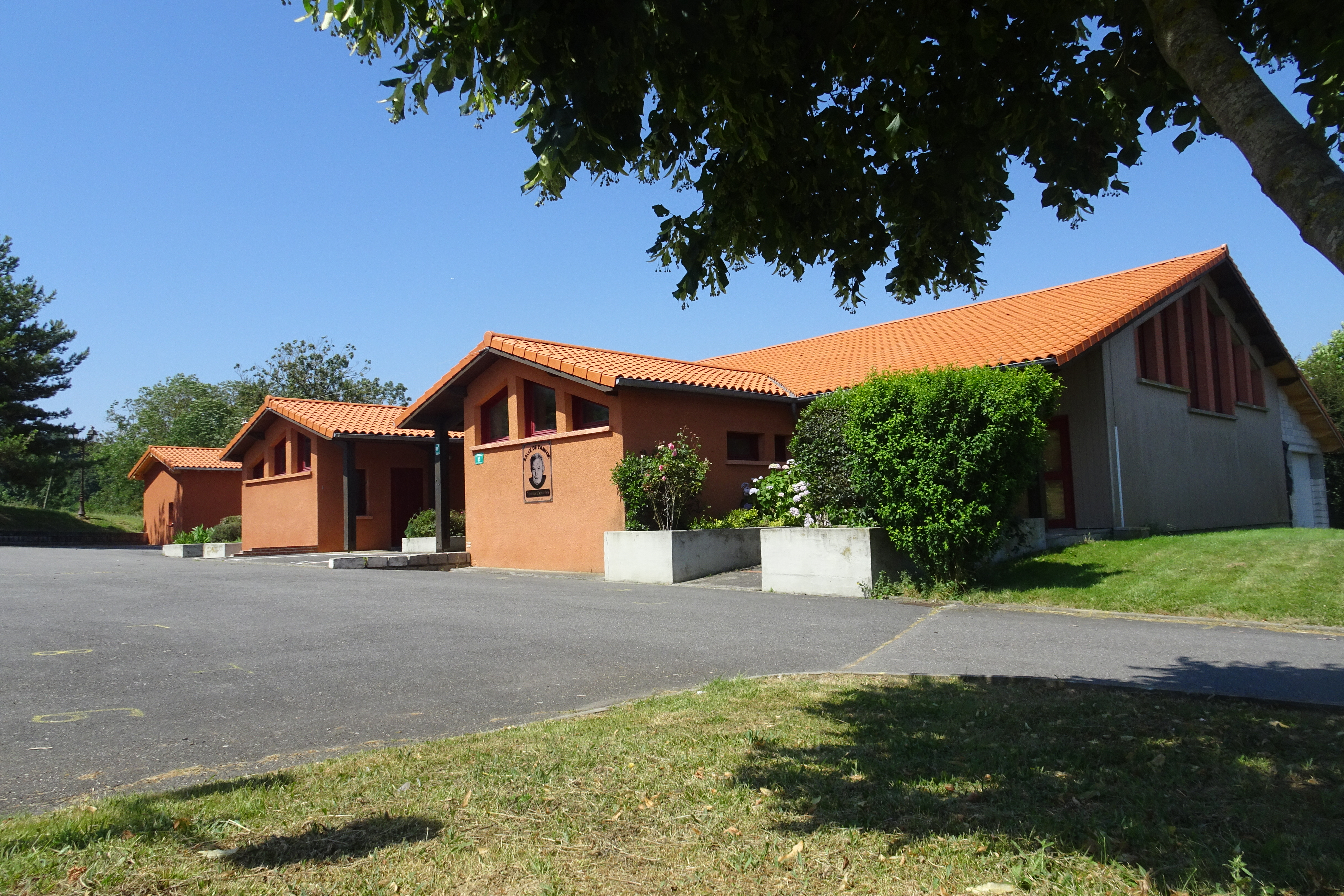
La salle de l'Amitié.
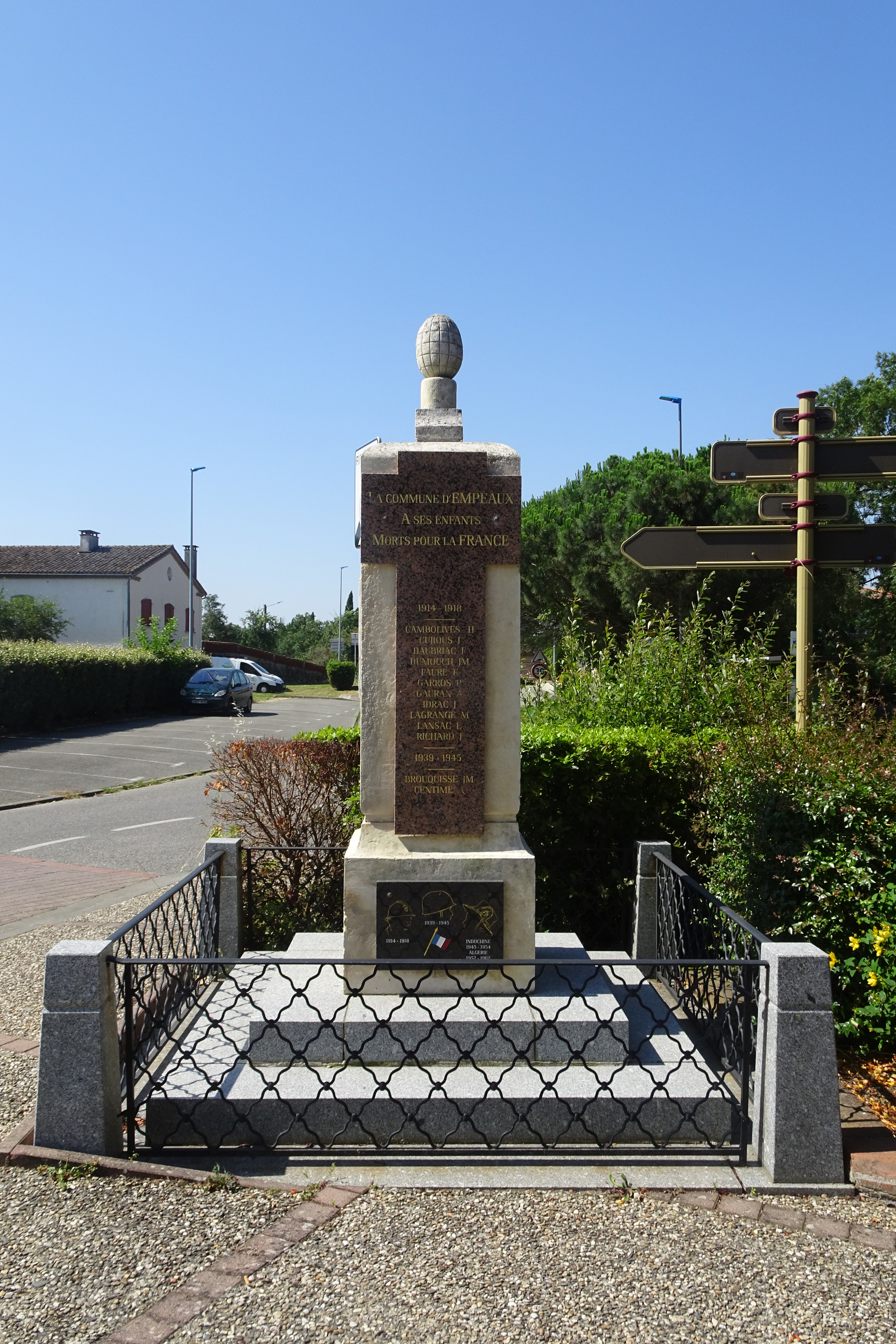
Le monument aux morts.

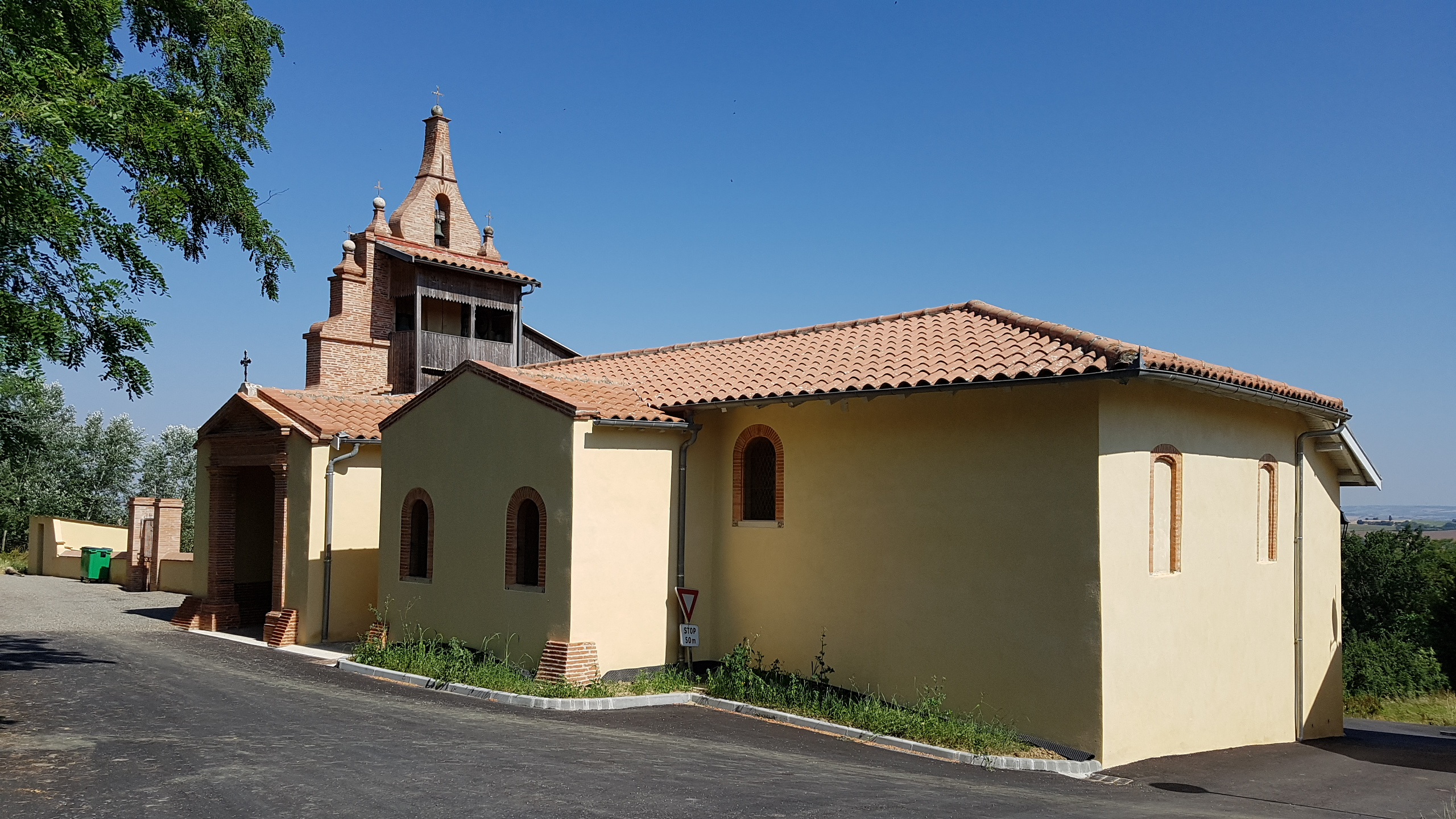
L'église Saint-Sabin.
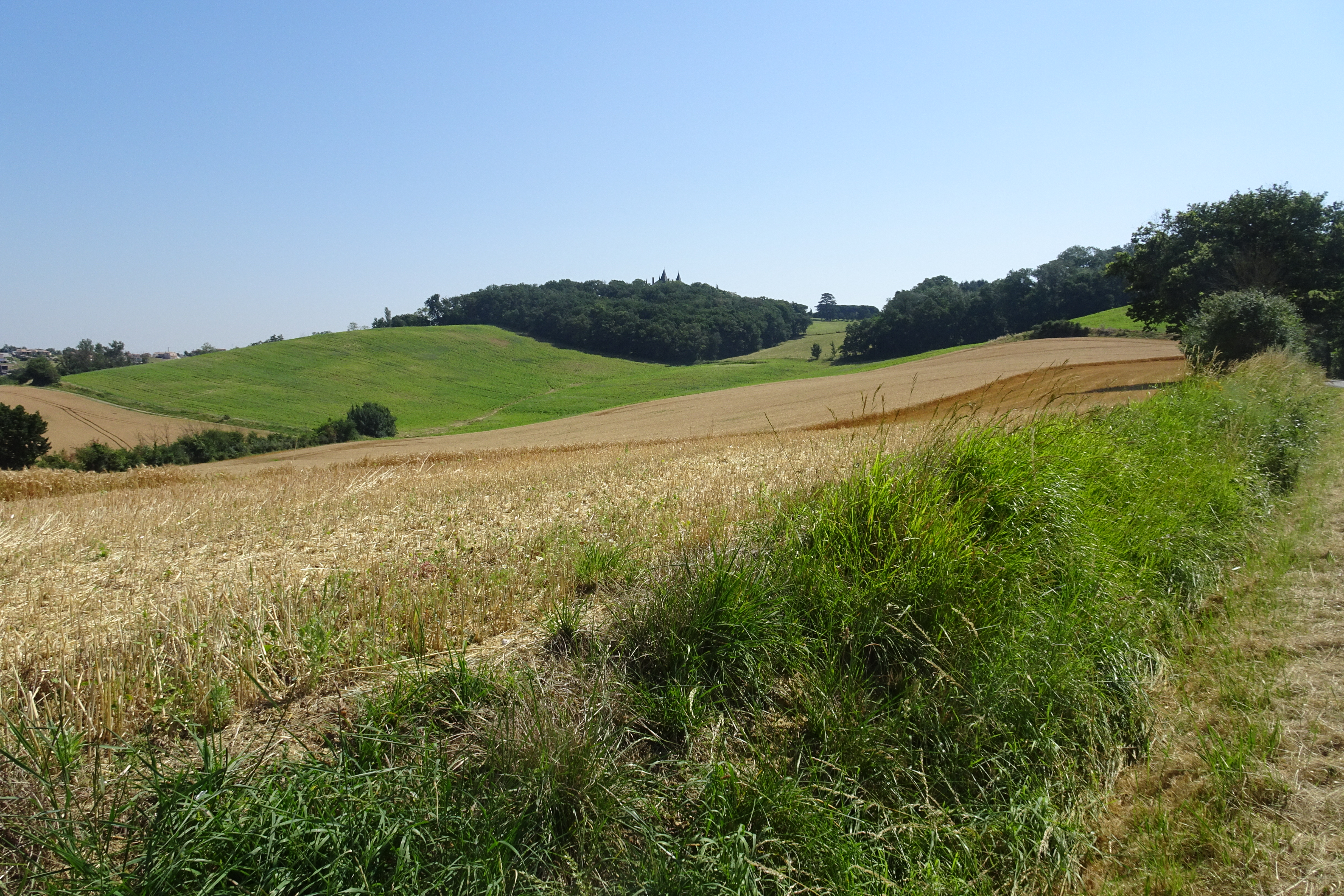
Paysage.
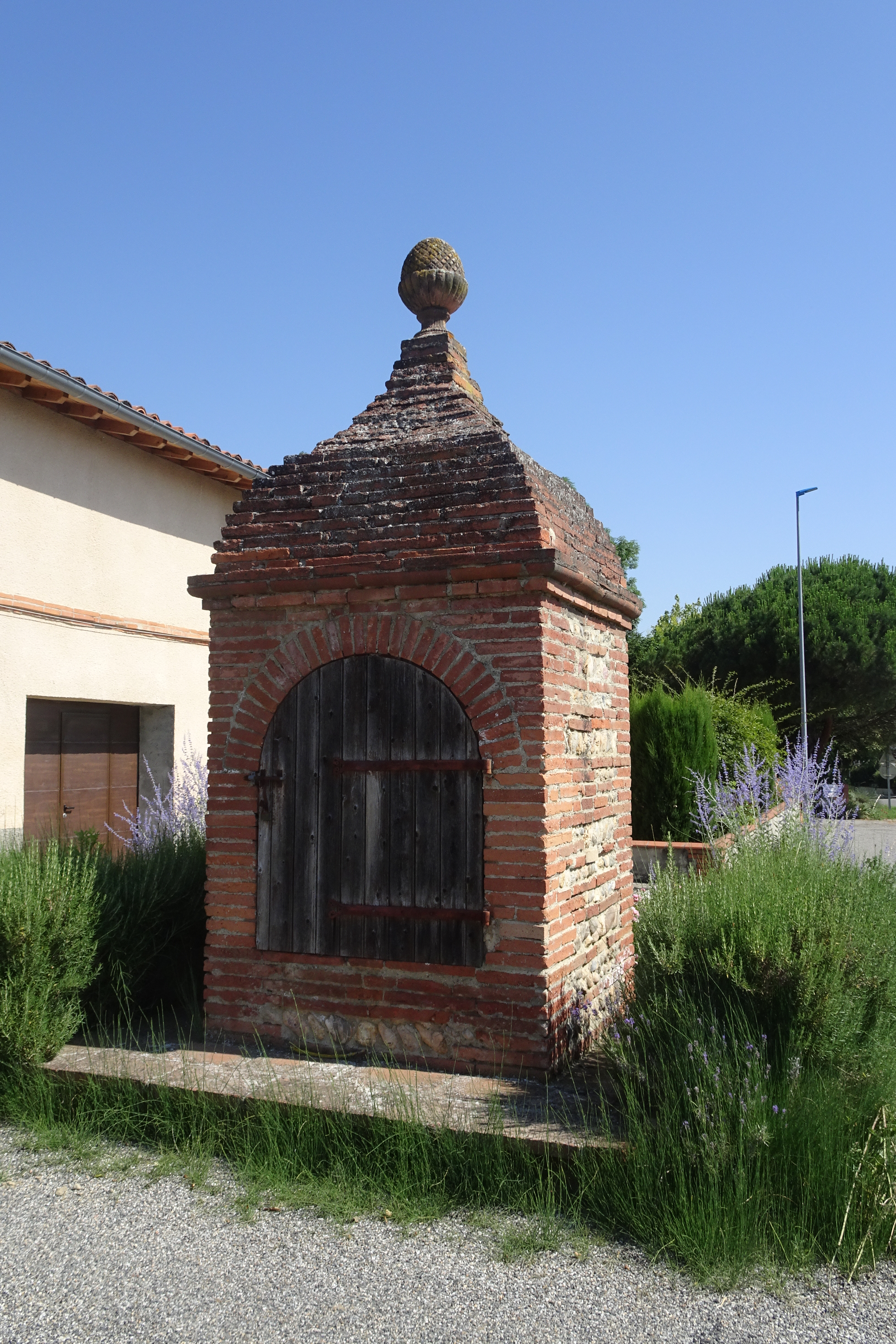
Le puits.

### Personnalités liées à la commune
- Famille Doujat baron d'Empeaux.

## Pour approfondir